# 真里谷信興
真里谷 信興（まりやつ のぶおき、永享5年（1433年）? - 永正8年6月24日（1511年7月28日））は、室町時代・戦国時代の大名。上総武田氏の武田信長の孫、武田信高（伊豆千代丸?）の子。真里谷信勝、真里谷信清の父。真里谷城城主。別名は清嗣。通称は八郎五郎。官位は三河守。法号は道鑑。
祖父の信長は元々甲斐武田氏出身だったが、享徳の乱の混乱に乗じ、古河公方に味方し、元々上杉氏の領国であった上総に勢力を築くことに成功し、上総武田氏の祖となった。後に信長は子の信高を庁南城に置き、自身は真里谷城に孫の信興と共に拠り、真里谷家を興した。信興の事蹟は祖父信長の在世時から確認されており、1462年、『飯富宮梵鐘銘』の銘文にある「三河守清嗣」に比定されている。1464年には真如寺の開基にもなったという。
祖父と父が亡くなった後は、弟の武田道信（庁南家）と共に上総の両武田と称される存在であったという（『鎌倉大草紙』）。1479年には扇谷上杉家の太田道灌が千葉自胤を擁立し、千葉孝胤など古河公方側の将を討伐するため上総に侵攻し、上総武田氏も攻撃を受けた。信興は庁南家の道信と共に抵抗したものの、道灌の攻勢の前に降参を余儀なくされたが、後に道灌の勢力が衰え、自胤が武蔵に撤退し勢力を保つことができた。
永正8年（1511年）に死去。戒名は真如寺殿照堂道鑑大居士。
なお、黒田基樹は、造海城にいた武田氏信（1474年生まれ）が信長の仮名である「八郎」を継承していることから、上総武田氏の宗家を継いだ信長の嫡孫であると推定し（信高の子であるかは不明）、清嗣（信興）は信長の庶子であったとする説を唱えている。同時に清嗣が「長南城主武田殿先祖」と書かれた過去帳の存在を指摘して、庁南家も彼の子孫の可能性が高いとしている。

## 参考資料
- 戦国人名辞典編集委員会 『戦国人名辞典』武田道鑑の項（嶺島英寿）